# Muskogee County

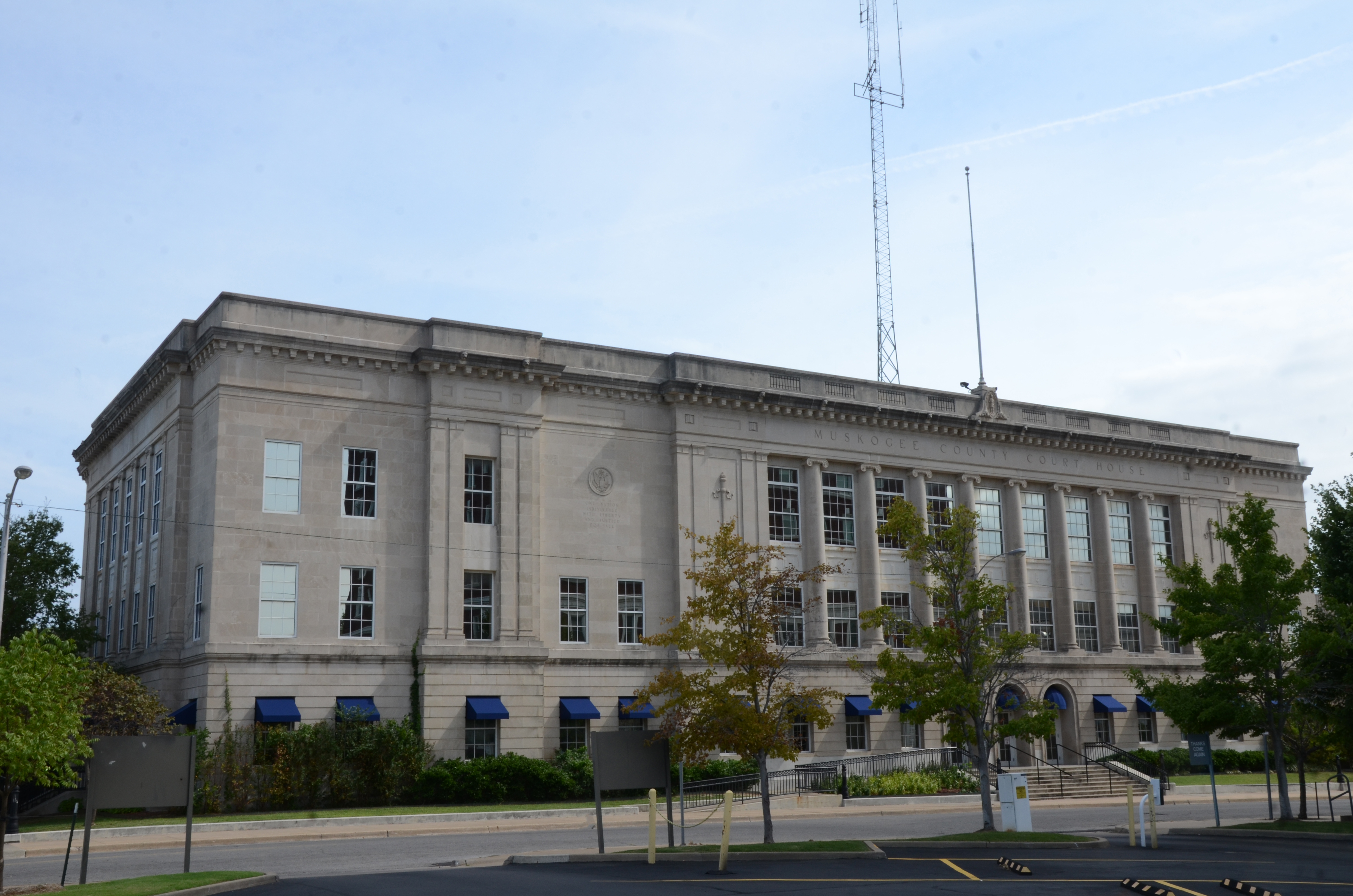
Muskogee County Courthouse

Muskogee County is een van de 77 county's in de Amerikaanse staat Oklahoma.
De county heeft een landoppervlakte van 2.108 km² en telt 69.451 inwoners (volkstelling 2000). De hoofdplaats is Muskogee.
Adair County · Alfalfa County · Atoka County · Beaver County · Beckham County · Blaine County · Bryan County · Caddo County · Canadian County · Carter County · Cherokee County · Choctaw County · Cimarron County · Cleveland County · Coal County · Comanche County · Cotton County · Craig County · Creek County · Custer County · Delaware County · Dewey County · Ellis County · Garfield County · Garvin County · Grady County · Grant County · Greer County · Harmon County · Harper County · Haskell County · Hughes County · Jackson County · Jefferson County · Johnston County · Kay County · Kingfisher County · Kiowa County · Latimer County · Le Flore County · Lincoln County · Logan County · Love County · Major County · Marshall County · Mayes County · McClain County · McCurtain County · McIntosh County · Murray County · Muskogee County · Noble County · Nowata County · Okfuskee County · Oklahoma County · Okmulgee County · Osage County · Ottawa County · Pawnee County · Payne County · Pittsburg County · Pontotoc County · Pottawatomie County · Pushmataha County · Roger Mills County · Rogers County · Seminole County · Sequoyah County · Stephens County · Texas County · Tillman County · Tulsa County · Wagoner County · Washington County · Washita County · Woods County · Woodward County